# برادران ارک
بهمن و بهرام ارک (حاج ابو لو) برادران دوقلوی ایرانی اهل تبریز هستند که کارگردانی چند فیلم را در کارنامه خود دارند. فیلم سویوق نخستین اثر بلند آنها  محصول سال ۱۳۹۵ خورشیدی است. بهمن و بهرام ارک با فیلم کوتاه حیوان به شهرت رسیدند. فیلم پوست ساخته سال ۱۳۹۷ دومین اثر بلند سینمایی آنها و نخستین فیلمی است که به زبان ترکی آذربایجانی ساخته شده‌است.
فیلم کوتاه حیوان محصول ۱۳۹۶ خورشیدی، جوایز متعدد جهانی و ملی از جمله جایزه سینه فونداسیون جشنواره کن و سیمرغ بلورین جشنواره فجر را از آن خود کرده‌است.
همچنین آنها برای فیلم پوست نشان عباس کیارستمی را از بیست و یکمین جشن حافظ دریافت کردند.
آنها در مصاحبه‌ای با سلام سینما می‌گویند که با دیدن فیلم ماتریکس ۱ عاشق سینما شدند.
بهمن ارک دارای مدرک کارشناسی نقاشی است.
گروه هنر خبرگزاری مهر می‌نویسد: «بدون تردید می‌توان این برادران دوقلو را پدیده‌های جشنواره سی‌وهشتم فیلم فجر دانست.»

## فیلم‌شناسی
- سویوق (۱۳۹۴)
- فیلم کوتاه نجس (۱۳۹۴)
- فیلم کوتاه حیوان[۵] (۱۳۹۶)
- پوست (۱۳۹۷)
- ملاقات خصوصی به کارگردانی امید شمس (۱۴۰۰)